# Експеримент Волкано Ранч
Експеримент Волкано Ранч (англ. Volcano Ranch experiment) — колишній масив детекторів космічних променів надвисоких енергій, який працював у Волкано Ранч, Нью-Мексико, в 1959—1978 роках.
Масив був побудований Джоном Лінслі та Лівіо Скарсі в 1959 році. 22 лютого 1962 року Лінслі спостерігав тут атмосферну зливу, створену первинною частинкою з енергією понад 1020 еВ — найвищою енергією частинки космічних променів, коли-небудь виявленою на той час. Лінслі продовжував керувати Волкано Ранч до 1978 року, коли його закрили через брак фінансування.